# آتناس
آتناس (به لاتین: Atenas) یک منطقهٔ مسکونی در کاستاریکا است که در استان آلاخوئلا واقع شده‌است.

## خصوصیات
آتناس ۸٫۹۳ کیلومترمربع مساحت و ۵٬۰۰۰ نفر جمعیت دارد و ۶۹۸ متر بالاتر از سطح دریا واقع شده‌است.